# Eugen Mogk
Eugen Mogk, född 19 juli 1854 i Döbeln, död 4 maj 1939 i Leipzig, var en tysk filolog. 
Mogk blev filosofie doktor 1879, privatdocent vid Leipzigs universitet 1888 och var från 1893 e.o. professor i nordiska språk och litteratur där. Han ägnade sig främst åt fornnorsk-isländsk litteraturhistoria och mytologi och skrev en mängd smärre uppsatser och recensioner i en mängd tidskrifter, litteraturtidningar, festskrifter och andra samlingsverk.
Mogks mest betydande arbeten är de i den av Hermann Paul utgivna "Grundriss der germanischen Philologie" införda Mythologie (1891; andra upplagan 1898) och Norwegisch-isländische Literatur (1889; andra upplagan 1903). Åren 1886–90 utgav han Altnordische Textbibliothek (tre häften) och var från 1891 tillsammans med Gustaf Cederschiöld och Hugo Gering utgivare av "Altnordische Sagabibliothek". Dessutom utgav han sedan 1897 "Mitteilungen des Vereins für sächsische Volkskunde", till vars bildande han kraftigt bidrog, och redigerade sedan 1905 de i Leipzig utkommande "Beiträge zur Volkskunde".